# Верблюдка (остров)
Верблюдка (укр. Верблюдка) — остров в западной части залива Сиваш Азовского моря, на территории Генического района Херсонской области (Украина (с точки зрения Российской Федерации - Россия)). Площадь — 2,8 км². Необитаем.
Остров расположен в границах Азово-Сивашского национального природного парка, созданного 25 февраля 1993 году с общей площадью 52 154 га, и водно-болотного угодья международного значения «Центральный Сиваш», утверждённого в 1976 году с общей площадью 45 700 га.

## География
Длина — 4,3 км, ширина — 0,37 км. Наивысшая точка — 9,4 м, средняя высота — м. Берега острова — м.
Остров Верблюдка вытянутый с севера на юг, имеет форму V. Северо-западная часть острова представляет собой косу (длина 3 км), которая отделена от северо-восточной более широкой части отмелью (периодически заливаемая суша). Берега острова преимущественно пологие извилистые, незначительная часть обрывистые, без берегов (высотой 6 м). Есть несколько временных водоемов (на северной и южной оконечности). Отделен от материка (полуострова Чонгар) проливом (шириной 0,7 км) с отмелями. Нет дорожного сообщения с материком.
Растительность острова пустынная степная (типчаково-ковыльная) и солончаковая, здесь зарегистрировано 153 вида растений. На острове встречается краснокнижный вид тюльпан Шренка (Túlipa suaveólens).